# AECA-ITV
La Asociación Española de Entidades Colaboradoras de la Administración en la Inspección Técnica de Vehículos, AECA-ITV, es una asociación empresarial, de ámbito nacional, sin ánimo de lucro, integrada por la práctica totalidad de las entidades que prestan el servicio de ITV en España. Cuenta con 82 entidades asociadas, que gestionan 418 centros de inspección técnica de vehículos, con 1.030 líneas de inspección.

## Historia
La asociación se constituyó en 1982 con el objetivo de salvar vidas gracias a la labor que se realiza desde las estaciones de ITV asociadas, contribuyendo a reducir de forma directa el número de siniestros viales, mejorando la calidad medioambiental controlando ruidos, partículas y gases nocivos y, en consecuencia, retirando de la circulación los vehículos que representen un riesgo inmediato para la seguridad vial y el medio ambiente.
El principio básico y fundamental que rige la prestación del servicio de ITV en España es el de independencia de otras actividades relacionadas con el vehículo, como puede ser la reparación o la comercialización, para garantizar la objetividad e imparcialidad de su actividad.
Cada año las más de 400 estaciones de ITV asociadas en AECA-ITV realizan más de 20 millones de inspecciones, rechazando a 1 de cada 5 vehículos por presentar defectos graves.

## Relaciones nacionales e internacionales
AECA-ITV es miembro asociado del Comité Internacional de Inspección Técnica de Vehículos (CITA), con sede en Bruselas y de varios Grupos de Trabajo del Ministerio de Industria y del Ministerio del Interior (Dirección General de Tráfico).
Además, la asociación es miembro del Consejo Superior de Tráfico, Seguridad Vial y Movilidad Sostenible del Ministerio del Interior; de la Entidad Nacional de Acreditación (ENAC); de la Carta Europea de Seguridad Vial, de UNE (Asociación Española de Normalización), de FESVIAL (Fundación para la Seguridad Vial) y de la Alianza por la Seguridad Vial, entre otros.

## Informe sobre aporte de la ITV
La Asociación Española de Entidades Colaboradoras de la Administración en la Inspección Técnica de Vehículos (AECA-ITV) ha encargado al Instituto de Seguridad del Vehículo Automóvil Duque de Santomauro (ISVA) de la Universidad Carlos III de Madrid (UC3M) el estudio sobre la “Contribución de la ITV a la Seguridad Vial y al Medio Ambiente”.
De acuerdo con el informe, gracias a las inspecciones técnicas realizadas cada año se evitan al menos 15.641 siniestros viales, 13.110 heridos y se salvan 148 vidas. En términos económicos, el estudio muestra que la contribución de la ITV en salvar vidas y reducir las cifras de siniestros viales se podría traducir en un ahorro de al menos 395 millones de euros.
Además, si los vehículos que no han pasado la inspección lo hubieran hecho, se habrían evitado, adicionalmente, 13.517 siniestros viales, 11.643 heridos y salvado 146 vidas adicionales, con un impacto económico de 370 millones de euros.
Desde el punto de vista medioambiental, las estaciones de ITV evitan, por exposición a partículas (PM), 575 víctimas prematuras cada año, lo que se traduce en un ahorro económico de al menos 706 millones de euros. Y, si se eliminase el incumplimiento en ITV, podrían llegar a salvarse 207 vidas adicionales, tan sólo por exposición a partículas en un año.

## CampañaSi no pasas, PÁSALA
En marzo de 2022, AECA-ITV presentó una campaña de comunicación para concienciar a la sociedad de la importante labor que realiza la ITV en la reducción de fallecidos y heridos de distinta consideración en siniestros viales y por efectos de la contaminación, evitando daños sociales y económicos.
Con el lema, “Si no pasas, PÁSALA”, AECA-ITV presentó una serie de piezas tanto gráficas como audiovisuales en las que se resalta que la ITV no es un trámite, sino una acción que salva vidas, con un mensaje clave: “hay cosas de las que se puede pasar, pero la ITV no es una de ellas”. La iniciativa contempla tres aspectos: gracias a la ITV, salvamos vidas, cuidamos el medio ambiente y evitamos graves consecuencias.
La campaña abarcó todo el territorio nacional, en donde están ubicadas las más de 400 estaciones que forman parte de la asociación. Contó, además, con cuñas de radio y menciones en televisión y radio, así como un video de campaña y presencia online y en las redes sociales.